# ساتورو آبي
ساتورو آبي (بالإنجليزية: Satoru Abe)‏ هو نحات ورسام أمريكي، ولد في 13 يونيو 1926 في موئيليئيلي ‏ في الولايات المتحدة.